# بني ميمون (عمران)
بني ميمون هي إحدى قرى الجمهورية اليمنية. تتبع جغرافيا لمحافظة عمران وإداريًا لمديرية عيال سريح. يبلغ تعداد سكانها 2955 نسمة حسب الإحصاء الذي أجري عام 2004.